# Richard Biddle
Richard Biddle (* 25. März 1796 in Philadelphia, Pennsylvania; † 6. Juli 1847 in Pittsburgh, Pennsylvania) war ein US-amerikanischer Politiker. Zwischen 1837 und 1840 vertrat er den Bundesstaat Pennsylvania im US-Repräsentantenhaus.

## Leben
Richard Biddle war der jüngere Bruder des Bankmanagers Nicholas Biddle (1786–1844) und Neffe von Edward Biddle (1738–1779), der als Delegierter aus Pennsylvania am Kontinentalkongress teilnahm. Er erhielt eine klassische Ausbildung und studierte bis 1811 an der University of Pennsylvania in Philadelphia. Danach nahm er als Freiwilliger am Britisch-Amerikanischen Krieg von 1812 teil. Nach einem Jurastudium und seiner 1817 erfolgten Zulassung als Rechtsanwalt begann er in Pittsburgh in diesem Beruf zu arbeiten. Zwischen 1827 und 1830 lebte er in England, wo er zwei Bücher veröffentlichte. Nach seiner Rückkehr schlug er in seiner Heimat als Mitglied der Anti-Masonic Party eine politische Laufbahn ein.
Bei den Kongresswahlen des Jahres 1836 wurde Biddle im 22. Wahlbezirk von Pennsylvania in das US-Repräsentantenhaus in Washington, D.C. gewählt, wo er am 4. März 1837 die Nachfolge von Harmar Denny antrat. Nach einer Wiederwahl konnte er bis zu seinem Rücktritt im Jahr 1840 im Kongress verbleiben. Nach dem Ende seiner Zeit im US-Repräsentantenhaus praktizierte Biddle wieder als Anwalt. Er starb am 6. Juli 1847 in Pittsburgh, wo er auch beigesetzt wurde. Sein Neffe Charles John Biddle (1819–1873) wurde ebenfalls Kongressabgeordneter.